# Kayla Harrison
Kayla Harrison (ur. 2 lipca 1990 w Middletown) – amerykańska judoczka, dwukrotna złota medalistka olimpijska, mistrzyni świata oraz zawodniczka mieszanych sztuk walk (MMA).
Największym jej sukcesem jest złoty medal igrzysk olimpijskich w Londynie i Rio de Janeiro w kategorii do 78 kilogramów. W tej kategorii zdobyła również złoty medal mistrzostw świata w Tokio w 2010 roku. Startowała w Pucharze Świata w latach 2004, 2006, 2009–2014. 
Od 2025 roku mistrzyni Ultimate Fighting Championship w wadze koguciej.

## Wczesne życie
Urodzona w Middletown zaczęła trenować judo w wieku sześciu lat, po zapoznaniu się z tym sportem przez matkę, która posiadała czarny pas. Ukończyła szkołę Middletown High School.
Zaczęła trenować pod okiem trenera Daniela Doyle'a i w wieku 15 lat zdobyła dwa mistrzostwa kraju. W tym okresie była przez niego wykorzystywana seksualnie. Miesiąc po ujawnieniu tego zdarzenia przeprowadziła się ze swojego domu w Ohio do Bostonu, aby trenować z Jimmym Pedro i jego ojcem.

## Osiągnięcia

### Mieszane sztuki walki
- Professional Fighters League
  - 2019: Zwyciężczyni turnieju PFL w wadze lekkiej kobiet
  - 2021: Zwyciężczyni turnieju PFL w wadze lekkiej kobiet
  - 2022: Finalistka turnieju PFL w wadze lekkiej kobiet
- Ultimate Fighting Championship
  - 2025: Mistrzyni UFC w wadze koguciej

## Lista zawodowych walk w MMA
| Wynik     | Bilans | Przeciwnik (bilans przed walką) | Rozstrzygnięcie | Runda | Czas | Rozgrywki                           | Data | Miejsce | Uwagi |
| --------- | ------ | ------------------------------- | --------------- | ----- | ---- | ----------------------------------- | ---- | ------- | ----- |
| Wygrana   | 19-1   | Julianna Peña                   |                 |       |      | UFC 316                             |      |         |       |
| Wygrana   | 18-1   | Ketlen Vieira                   |                 |       |      | UFC 307                             |      |         |       |
| Wygrana   | 17-1   | Holly Holm                      |                 |       |      | UFC 300                             |      |         |       |
| Wygrana   | 16-1   | Aspen Ladd                      |                 |       |      | PFL 10: 2023 PFL World Championship |      |         |       |
| Przegrana | 15-1   | Larissa Pacheco                 |                 |       |      | PFL 10: 2022 Championships          |      |         |       |
| Wygrana   | 15-0   | Martina Jindrová                |                 |       |      | PFL 9: 2022 Playoffs                |      |         |       |
| Wygrana   | 14-0   | Kaitlin Young                   |                 |       |      | PFL 6: 2022 Regular Season          |      |         |       |
| Wygrana   | 13-0   | Marina Mokhnatkina              |                 |       |      | PFL 3: 2022 Regular Season          |      |         |       |
| Wygrana   | 12-0   | Taylor Guardado                 |                 |       |      | PFL 2021 #10: Championships         |      |         |       |
| Wygrana   | 11-0   | Genah Fabian                    |                 |       |      | PFL 2021 #8: Playoffs               |      |         |       |
| Wygrana   | 10-0   | Cindy Dandois                   |                 |       |      | PFL 2021 #6: Regular Season         |      |         |       |
| Wygrana   | 9-0    | Mariana Morais                  |                 |       |      | PFL 2021 #3: Regular Season         |      |         |       |
| Wygrana   | 8-0    | Courtney King                   |                 |       |      | Invicta FC 43: King vs. Harrison    |      |         |       |
| Wygrana   | 7-0    | Larissa Pacheco                 |                 |       |      | PFL 2019 #10: Championships         |      |         |       |
| Wygrana   | 6-0    | Bobbi Jo Dalziel                |                 |       |      | PFL 2019 #7: Playoffs               |      |         |       |
| Wygrana   | 5-0    | Morgan Frier                    |                 |       |      | PFL 2019 #4: Regular Season         |      |         |       |
| Wygrana   | 4-0    | Larissa Pacheco                 |                 |       |      | PFL 2019 #1: Regular Season         |      |         |       |
| Wygrana   | 3-0    | Moriel Charneski                |                 |       |      | PFL 2018 #11: Championships         |      |         |       |
| Wygrana   | 2-0    | Jozette Cotton                  |                 |       |      | PFL 2018 #6: Regular Season         |      |         |       |
| Wygrana   | 1-0    | Brittney Elkin                  |                 |       |      | PFL 2018 #2: Regular Season         |      |         |       |